# Pferdezucht

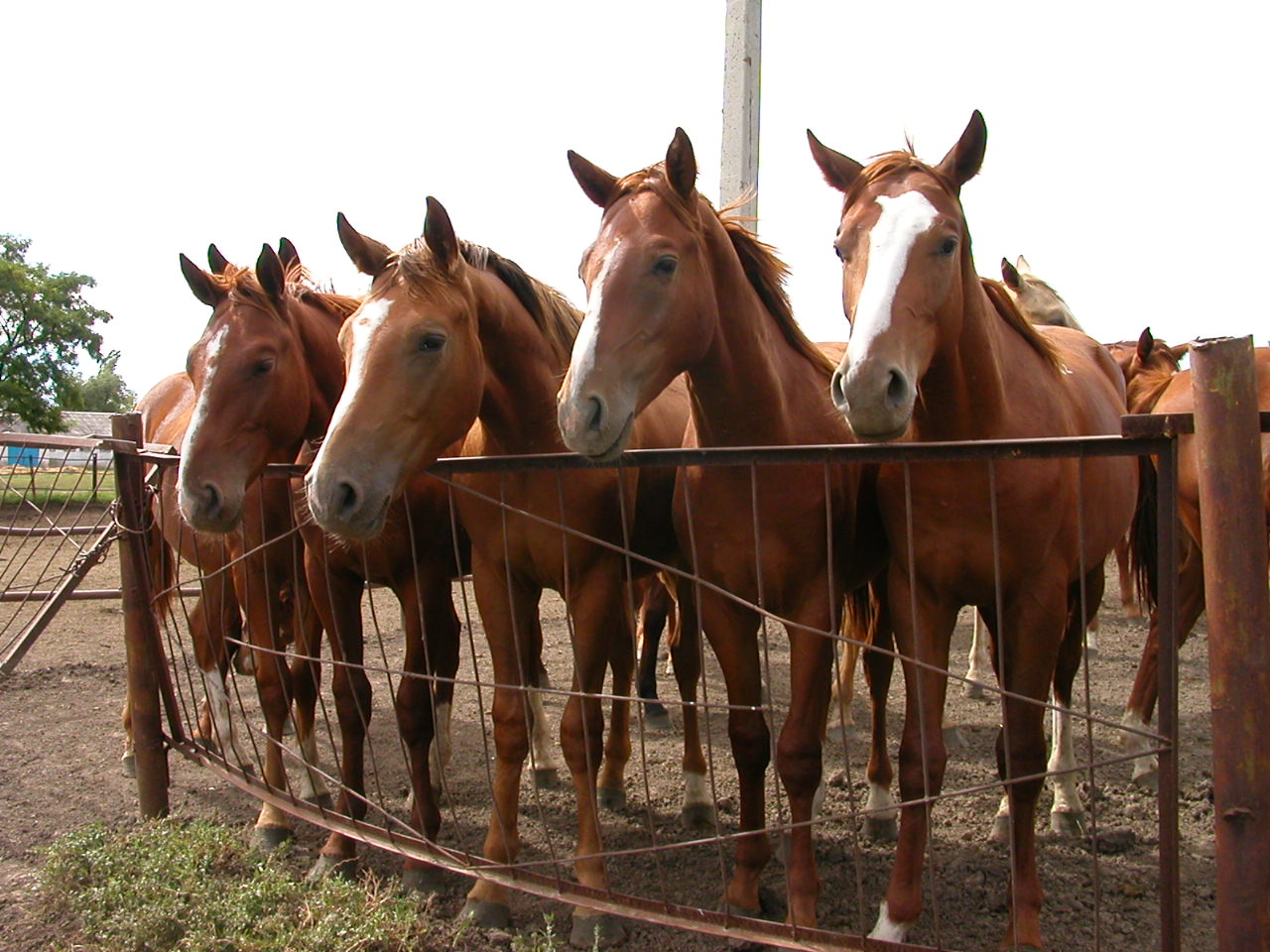
Junge Budjonny-Hengste in einem Zuchtbetrieb

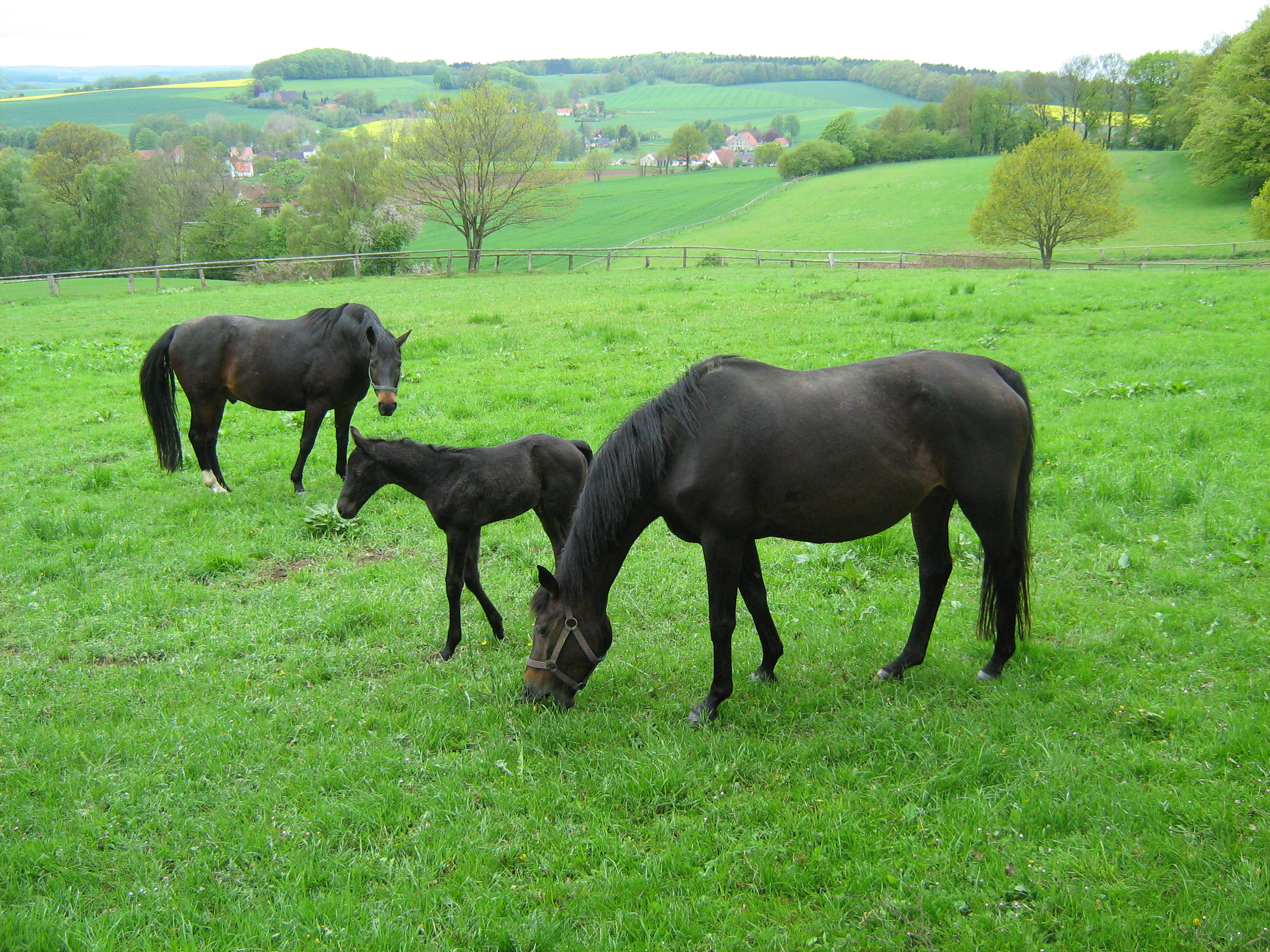
Stuten mit Fohlen

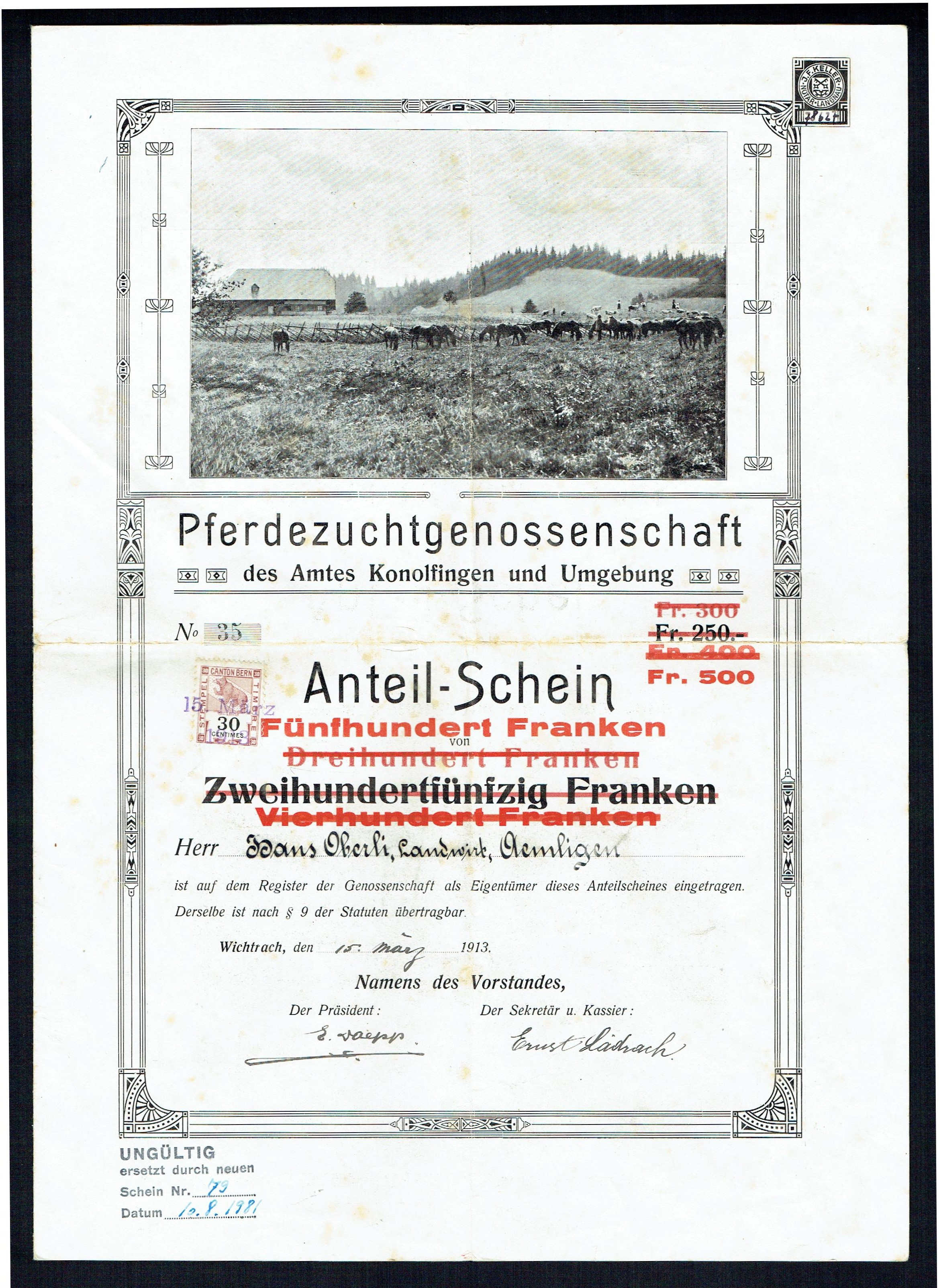
Anteil-Schein einer Schweizer Pferdezuchtgenossenschaft von 1913

Unter Pferdezucht versteht man die geplante und durchdachte Vermehrung von Pferden mit dem Ziel, Gesundheit, Leistungsvermögen und -bereitschaft und bestimmte Rassemerkmale zu erhalten oder zu verbessern. 

## Allgemeines
Da als Zuchtpferde nur Tiere eingesetzt werden sollten, die dem Zuchtziel der jeweiligen Rasse möglichst gut entsprechen, muss zunächst eine Auswahl erfolgen. Zu den Auswahlkriterien gehören Abstammung, Exterieur und Interieur, Eigenleistung, Nachkommenleistung, Gesundheit.

## Geschichte der Pferdezucht

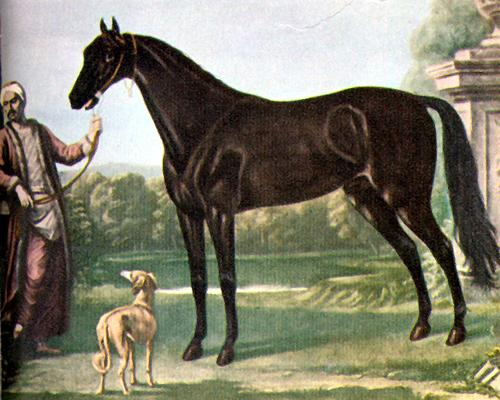
Der Zuchthengst Byerley Turk um 1700

Die Pferdezucht hat eine weit zurückreichende Geschichte und beginnt nach derzeitigem Wissensstand zwischen 5000 v. Chr. und 3000 v. Chr. etwa zeitgleich in verschiedenen Gebieten Europas, Asiens und Nordafrikas. Völker, die Pferde nutzten, waren beweglicher. Die Domestizierung führte zu einer gewissen Vermischung der verschiedenen Pferderassen, da sich der Mensch bemühte, die jeweils besten Zuchttiere zu verwenden. Es ist schwierig, einen genauen Domestikationszeitpunkt festzulegen, da es nur wenige Punkte gibt, in denen sich ein domestiziertes Pferd von einem Wildpferd unterscheidet. Meist ist man auf Funde von Gebrauchsgegenständen wie Trensen und Sätteln angewiesen. Haupteinsatzzwecke waren anfangs möglicherweise der Transport von Lasten und die Fleischgewinnung; bald kamen auch das Reiten und die Feldarbeit hinzu. Heute gibt es hunderte verschiedener Pferderassen, die mit dem Menschen nahezu alle Lebensräume erobert haben. Seit Mitte bis Ende des 20. Jahrhunderts nimmt die Rassenvielfalt ab, da eine Reihe von Einsatzgebieten durch die fortschreitende Industrialisierung entfielen.
Untersuchungen der mitochondrialen DNA von heutigen Hauspferden und von Fossilien ausgestorbener Rassen beruhen, deuten darauf hin, dass die Domestikation des Pferdes nicht an einem Ort, sondern unabhängig voneinander an mehreren Orten stattgefunden hat. Wesentliches Indiz hierfür ist die Breite der genetischen Variationen, die in beiden Testgruppen gleich groß ist. Bei nur einem Domestikationsort wäre bei den Hauspferden eine geringere genetische Variationsbreite zu erwarten gewesen. Zudem wurde bei diesen Tests festgestellt, dass einige der fossilen Funde näher mit heutigen Rassen verwandt waren als einige heutige Rassen untereinander.
Im Deutsch-Französischen Krieg von 1870/71 kamen rund ein Drittel aller deutschen Pferde durch den Einsatz bei der deutschen Armee um. In der Folge beschlossen die deutschen Fürsten, die Pferdezucht voranzubringen, um für den nächsten Krieg gerüstet zu sein. Dazu wurden in den deutschen Teilstaaten die staatlichen Landgestüte aufgebaut. Diese sollten den Bauern qualitätsvolle, gekörte Deckhengste zur Verfügung stellen. Die Landgestüte richteten zu diesem Zweck flächendeckend zahlreiche Deckstationen ein, damit die Wege für die Stutenbesitzer nicht zu weit wurden. Auf den Deckstationen konnten die Stuten zu vergleichsweise günstigen Decktaxen von den Deckhengsten, Landbeschäler genannt, gedeckt werden. Obwohl sich das ursprünglich angestrebte Monopol nicht vollständig durchsetzen, wurde doch rund die Hälfte der Stuten von Landbeschälern gedeckt und es bildeten sich die deutschen Pferderassen heraus, die den verschiedenen Zuchtziele entsprachen und für die unterschiedlichen Einsatzgebiete im Krieg geeignet waren. Bei der Weltausstellung 1900 in Paris wurden die einheitlich gezogenen deutschen Rassen erstmals international präsentiert.
Die große Divergenz heutiger Rassen, wie Ponys, Kaltblüter, Warmblüter und Vollblüter könnte sich daraus erklären, dass sich die verschiedenen Pferderassen nicht nur im Domestikationszeitraum entwickelt haben, sondern auch auf das genetische Material bereits vorher existierender Typen zurückgreifen konnten.

## Zucht im 21. Jahrhundert

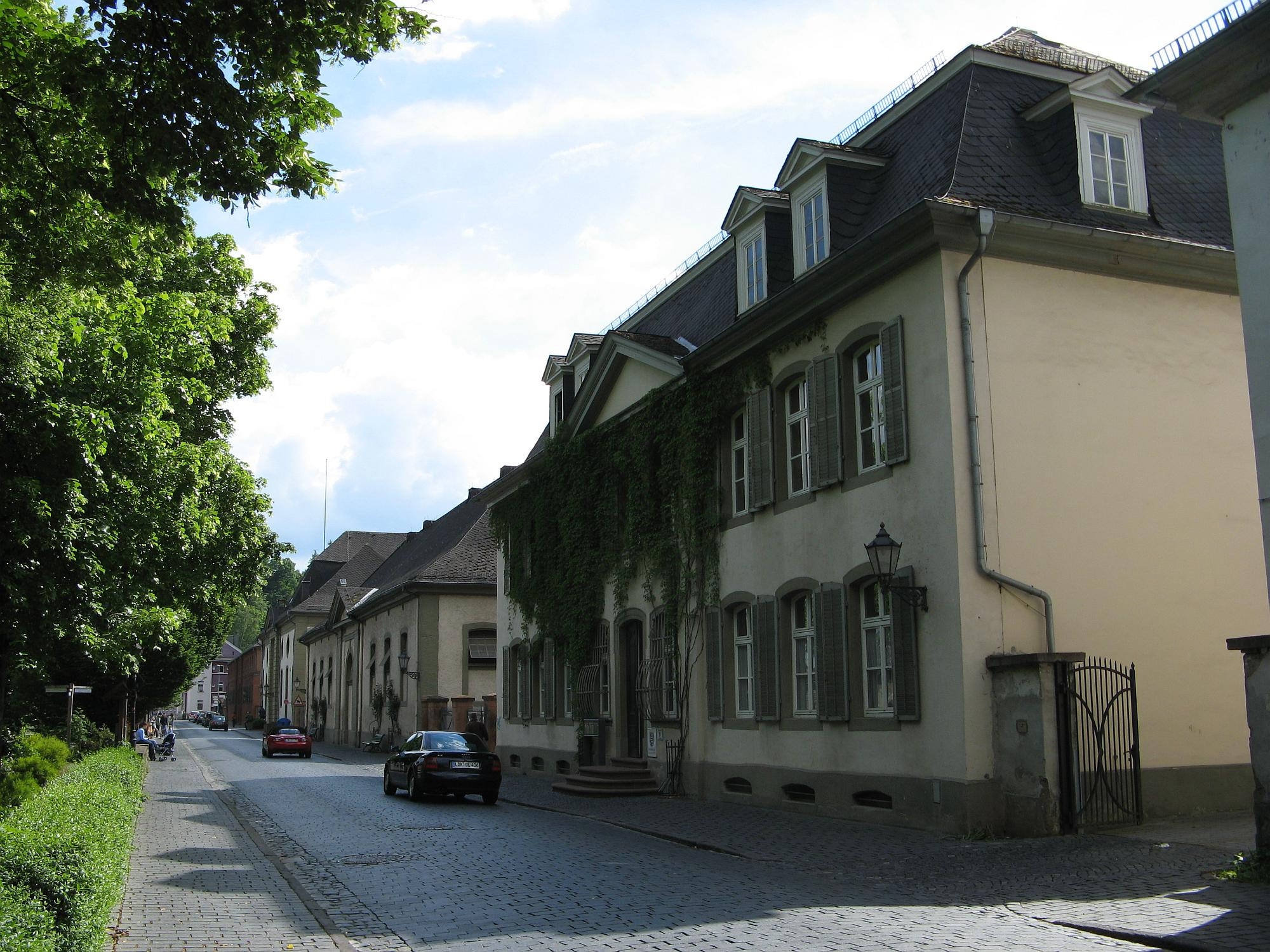
Hessisches Landgestüt Dillenburg

Die Zucht ist in Zuchtverbänden organisiert. In Deutschland werden Pferde- sowie Pony- und Kleinpferdezüchtervereinigungen staatlich anerkannt und sind unter dem Dach der FN zusammengeschlossen.
Es gibt Staatsgestüte, der Großteil der Zuchttiere befindet sich jedoch in der Hand von privaten Züchtern. Grundlagen für die Pferdezucht in Deutschland sind das Tierzuchtgesetz sowie die Verordnung über Leistungsprüfung und Zuchtwertfeststellung bei Pferden. 
Heute werden Pferde nur dann zur Zucht zugelassen, wenn sie in das Zuchtbuch der jeweiligen Pferderasse aufgenommen sind. Dafür werden sie bei Zuchtschauen vorgeführt. Hengste müssen gekört werden. Wie andere Tiere auch werden Pferde mittlerweile nicht mehr nur auf natürlichem Wege (Natursprung, Begattung), also durch das Zusammenführen von Hengst und Stute, vermehrt. Auch hier haben künstliche Besamung und Embryotransfer Einzug gehalten.

## Zuchtverfahren
Zu Beginn der Pferdezucht kann man kaum von einer systematischen Zucht mit Zuchtbuch in heutiger Form sprechen. Pferde waren jedoch die wertvollsten Tiere in der Landwirtschaft und Hengsthaltung ist noch aufwendiger. Daher wurden schon früh zur Zucht ungeeignete Hengste kastriert („gelegt“) und schieden als Wallache aus der Zucht aus. So entstanden in den verschiedenen Regionen die jeweiligen Landrassen, die gut an die örtlichen Begebenheiten angepasst waren. Gerne wurden auch durch Pferdehandel oder Raubzüge aus entfernten Gegenden stammende Tiere eingekreuzt.
Warmblutrassen haben meist ein offenes Stutbuch, das bedeutet, dass selbst Pferde, deren Eltern nicht eingetragen sind, in das Stutbuch aufgenommen werden können, wenn sie den Anforderungen des Zuchtziels der jeweiligen Rasse genügen. Mit Hilfe der Zuchtwertschätzung kann die Leistung der Rasse verbessert werden.

### Leistungszucht
In der Warmblutzucht ist die Leistungszucht verbreitet. Dazu erkennen sich die Zuchtverbände gegenseitig an. Jeder Zuchtverband betreut sein Zuchtgebiet. Ein Fohlen wird bei dem Zuchtverband eingetragen, in dessen Zuchtgebiet es geboren wurde. Beispielsweise betreut das Westfälische Pferdestammbuch das Zuchtgebiet Westfalen. Wenn das Fohlen einer Holsteiner-Stute im Zuchtgebiet Westfalen geboren wird, dann erhält das Fohlen Westfälische Zuchtpapiere.
Die nationalen Sportpferdezuchtverbände sind zusammengeschlossen im internationalen Dachverband World Breeding Federation for Sport Horses, der vor allem der Vermarktung dient.

### Reinzucht
Bei der Reinzucht ist das Zuchtbuch geschlossen, es werden nur Tiere der gleichen Rasse miteinander angepaart. Die Abstammung entscheidet darüber, wo ein Fohlen eingetragen wird. Rassen, die über viele Generationen nach diesem Verfahren gezüchtet werden, haben meist eine konsolidierte Population. Das heißt, die meisten Tiere sind sich im Aussehen und Charakter ähnlich. Bei der Reinzucht ist die Erhaltung der genetischen Vielfalt wichtig, da eine zu enge Blutführung zu Gesundheitsproblemen führen kann. 
Die bekanntesten Rassen mit geschlossenen Zuchtbüchern sind der Vollblutaraber (Rassekürzel »ox«), das Englische Vollblut (Rassekürzel »xx«) und der Isländer. Auch einige Warmblutrassen wie die Holsteiner oder die Trakehner haben nahezu geschlossene Zuchtbücher.

### Veredlung
Die Veredlung einer Rasse durch Einzucht einiger weniger Individuen mit gewünschten Eigenschaften ist Standard in der Pferdezucht. In vielen Rassen wurden Araber, Vollblüter oder Trakehner zur Veredlung eingesetzt. Im Gegensatz zur Einkreuzung wird der Veredler gezielt anhand gewünschter Eigenschaften ausgesucht.

### Kreuzung
Bei der Kreuzung wird, wie zum Beispiel beim Aegidienberger, versucht, die Eigenschaften zweier Rassen zusammenzuführen. Die beiden Ursprungsrassen werden im Zuchtverlauf immer wieder zur Blutauffrischung und Verfestigung der Zuchtrichtung eingekreuzt. Es können auch mehr als zwei Rassen die Ausgangspunkte der Kreuzung bilden, die Ausgangsrassen sollten dann aber bereits eine hohe Ähnlichkeit aufweisen, um ein zu starkes Aufspalten der neuen Zuchtlinie zu vermeiden.

## Abstammung
Bei Pferden ist der Generationenabstand verhältnismäßig lang. Stuten haben selten mehr als sechs Nachkommen, dadurch können sie ihre Merkmale nicht im selben Maße weitervererben wie Hengste, die eine ganze Zuchtlinie begründen können. Bestes Beispiel hierfür ist die Zucht des Englischen Vollblüters, bei der 95 % der Rassetiere auf einen Hengst, Darley Arabian, zurückgehen.
Die Abstammung eines Pferdes wird meist mit drei Hengsten aus dem Stammbaum charakterisiert, siehe nachfolgende Grafik:
- der Vater, oftmals mit V abgekürzt (2)
- der Muttervater, oftmals mit MV abgekürzt (6)
- der Mutter-Mutter-Vater, oftmals mit MMV abgekürzt (14)

| I               | II              | III                                          | IV                                    |
| --------------- | --------------- | -------------------------------------------- | ------------------------------------- |
| Musterpferd (1) | Vater (2)       | Großvater väterlicherseits (4)               | Urgroßvater (8)                       |
| Musterpferd (1) | Vater (2)       | Großvater väterlicherseits (4)               | Urgroßmutter (9)                      |
| Musterpferd (1) | Vater (2)       | Großmutter väterlicherseits (5)              | Urgroßvater (10)                      |
| Musterpferd (1) | Vater (2)       | Großmutter väterlicherseits (5)              | Urgroßmutter (11)                     |
| Musterpferd (1) | Mutterstute (3) | Muttervater (Großvater mütterlicherseits, 6) | Urgroßvater (12)                      |
| Musterpferd (1) | Mutterstute (3) | Muttervater (Großvater mütterlicherseits, 6) | Urgroßmutter (13)                     |
| Musterpferd (1) | Mutterstute (3) | Großmutter mütterlicherseits (7)             | Mutter-Mutter-Vater (Urgroßvater, 14) |
| Musterpferd (1) | Mutterstute (3) | Großmutter mütterlicherseits (7)             | Urgroßmutter (15)                     |

Als verkürzte Form der Darstellung ist häufig die Schreibweise (Name des Vaters) x (Name des Muttervaters) x (Name des Mutter-Mutter-Vaters) zu finden. Bei ausführlichen Angaben oder soweit die Mutter herausgehoben werden soll, ist auch die Angabe (Name des Pferdes), von (Name des Vaters) aus der (Name der Mutter) von (Name des Muttervaters) zu finden.

### Zuchtname
Der Anfangsbuchstabe des Zuchtnamens eines Pferdes bestimmt sich je nach Zuchtverband oftmals nach dem Anfangsbuchstaben des Namens des Vaters (häufigste Variante, insbesondere in Warmblutzuchten), nach dem Anfangsbuchstaben des Namens der Mutter (Englisches Vollblut) oder aber nach dem Geburtsjahr.
Hierbei kann sich der Zuchtname durchaus vom sonst üblichen Namen des Pferdes unterscheiden. So ging zum Beispiel der Holsteiner Hengst Caspar (Zuchtname, Anfangsbuchstabe C von seinem Vater Cassini I) im Turniersport unter dem Namen Eurocommerce Berlin. Ein einmal vergebener Zuchtname kann nicht mehr geändert werden.
Züchter und Gestüte können einen Zuchtstättennamen beantragen, die dann den Namen ihrer Fohlen beigefügt werden.

### Stutenstamm
Um die Bedeutung der Mutterstuten darzustellen, wurden insbesondere in der Holsteiner Zucht alle Stutenstämme durchnummeriert und werden entsprechend benannt. In der Trakehner Zucht beginnt der Name des Pferdes mit dem Anfangsbuchstaben der Mutter, und die Stutenstämme werden in Familien unterteilt, die jeweils den Namen der Linienbegründerin tragen und durch einen Familienschlüssel systematisiert werden, z. B. Familie der Blitzlicht 018B1.